# Aristipo, o Jovem
Aristipo, o Jovem (em grego: Αρίστιππος ο νεότερος, transl. Arístippos ho neóteros), de Cirene, foi um filósofo grego, neto de Aristipo de Cirene. Acredita-se que tenha sido o primeiro a formalizar os princípios da filosofia cirenaica.
Viveu na segunda metade do século IV a.C.; sua mãe era Arete, filha do célebre filósofo Aristipo, e foi ela a responsável por passar a filosofia do pai para seu filho; por este motivo ele recebeu o apelido de "ensinado pela mãe" (metrodidaktos). Entre seus pupilos estava Teodoro, o Ateu. Não se conhece muito mais sobre sua vida. A ideia de que teria sistematizado a filosofia de seu avô é baseada nos depoimentos de Arístocles de Messena, citados por Eusébio de Cesareia:

"Entre os outros seguidores [de Aristipo] estava a sua própria filha, Arete, que teve um filho chamado Aristipo, e que por ter sido introduzido por ela aos estudos filosóficos foi chamado de pupilo de sua mãe (μητροδίδακτος). Ele definiu de maneira o fim como sendo uma vida de prazer, classificando como prazer tudo aquilo que está em movimento. Pois ele disse que existem três estados que afetam o nosso temperamento: um, no qual sentimos dor, como uma tempestade no mar; outro, no qual sentimos prazer, que pode ser comparado a uma suave ondulação, pois o prazer é um movimento suave, comparável a uma brisa favorável; e o terceiro é um estado intermediário, no qual não sentimos nem dor nem prazer, similar a uma calmaria. E é através destas sensações apenas, segundo ele, que temos a sensação"